# Vombatiformes
Los vombatiformes son un suborden de mamíferos marsupiales pertenecientes al orden Diprotodontia.

## Clasificación
- Suborden Vombatiformes
  - Familia Phascolarctidae
    - Género Phascolarctos

  - Familia Vombatidae
    - Género Vombatus
    - Género Lasiorhinus
    - Género Rhizophascolomus (extinto)
    - Género Phascolonus (extinto)
    - Género Warendja (extinto)
    - Género Ramasayia (extinto)

  - Familia Ilariidae (extinta)
    - Género Kuterintja
    - Género Ilaria
- Superfamilia Diprotodontidae (extinta)
  - Género Alkertatherium
- Familia Zygomaturinae
  - Género Silvabestius
  - Género Neohelos
  - Género Raemeotherium
  - Género Plaisiodon
  - Género Zygomaturus
  - Género Kolopsis
  - Género Kolopsoides
  - Género Hulitherium
  - Género Maokopia
- Familia Diprotodontinae
  - Género Bematherium
  - Género Pyramios
  - Género Nototherium
  - Género Meniscolophus
  - Género Euryzygoma
  - Género Diprotodon
  - Género Euowenia
  - Género Stenomerus